# Aprio de Roma
San Aprio de Roma, más conocido con el apodo de El Niño Santo, fue un niño catecúmeno martirizado en el año 321. Según la creencia cristiana, su cuerpo quedó quince siglos incorrupto y recibió un baño de cera, aunque algunos[¿quién?] creen que es una escultura de cera y no contiene los verdaderos restos del santo.
- Datos: Q5639397